# Simca-Gordini T15

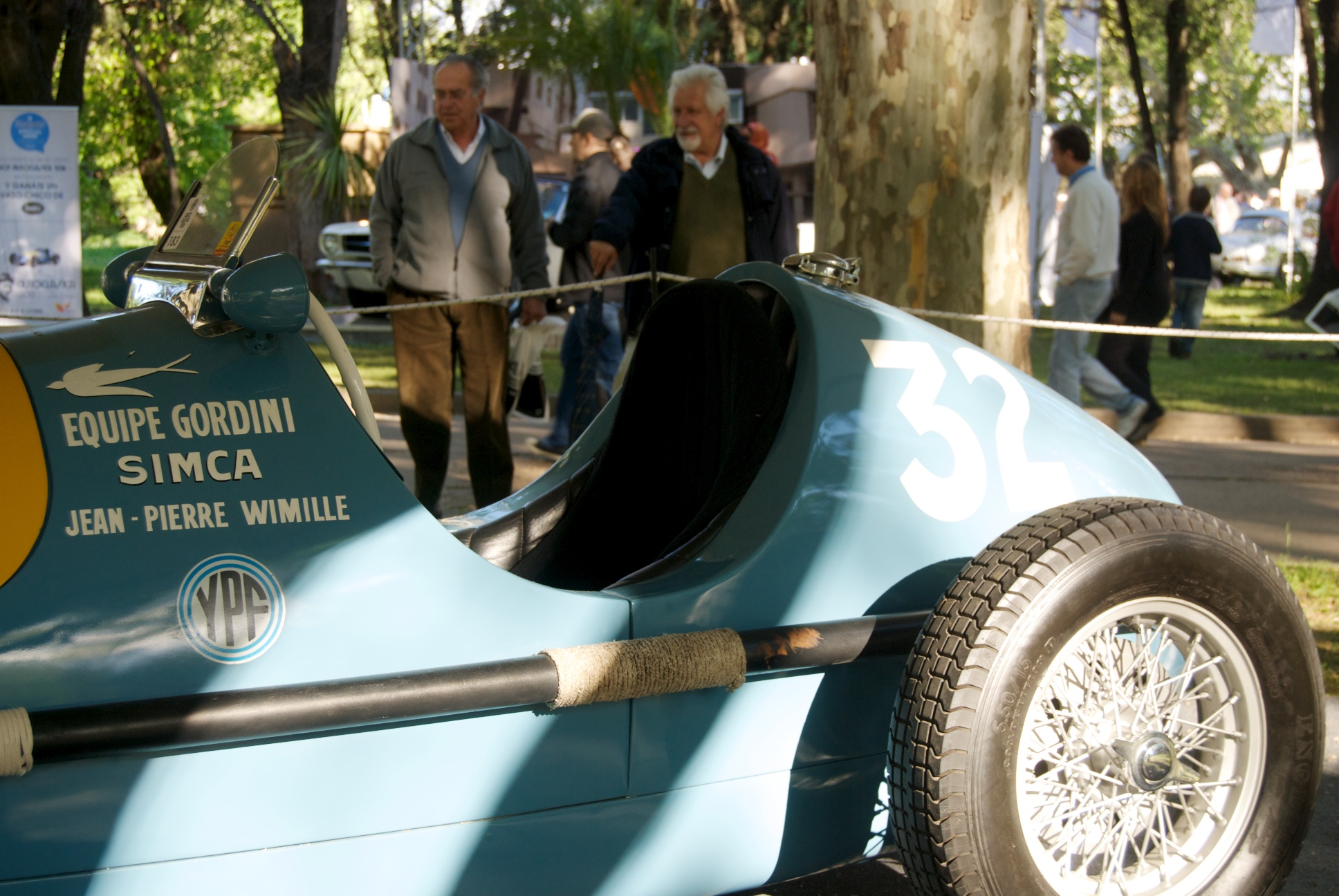
Posteriore di una Simca Gordini T15

La Simca-Gordini T15, chiamata anche Simca Gordini T15, è una monoposto di Formula 1 costruita dalla scuderia francese Gordini per partecipare al campionato mondiale di Formula 1 1950 fino al 1953.